# Samoëns
Samoëns település Franciaországban, Haute-Savoie megyében. Lakosainak száma 2193 fő (2022. január 1.). Samoëns Arâches-la-Frasse, Morillon, Morzine, Sixt-Fer-à-Cheval, Verchaix és Champéry községekkel határos.

## Népesség
A település népessége az elmúlt években az alábbi módon változott:
| Lakosok száma | 2282 | 2396 | 2513 | 2458 | 2468 | 2473 | 2380 | 2286 | 2193 |
|               | 2013 | 2015 | 2016 | 2017 | 2018 | 2019 | 2020 | 2021 | 2022 |